# Ninmyō
Cesarz Ninmyō (jap. 仁明天皇 Ninmyō tennō; czyt. Nimmyō, 810-850) – 54. cesarz Japonii, według tradycyjnego porządku dziedziczenia.
Ninmyō panował w latach 833-850.
Mauzoleum cesarza Ninmyō znajduje się w prefekturze Kioto. Nazywa się ono Fukakusa no misasagi.